# Afvalscheiding

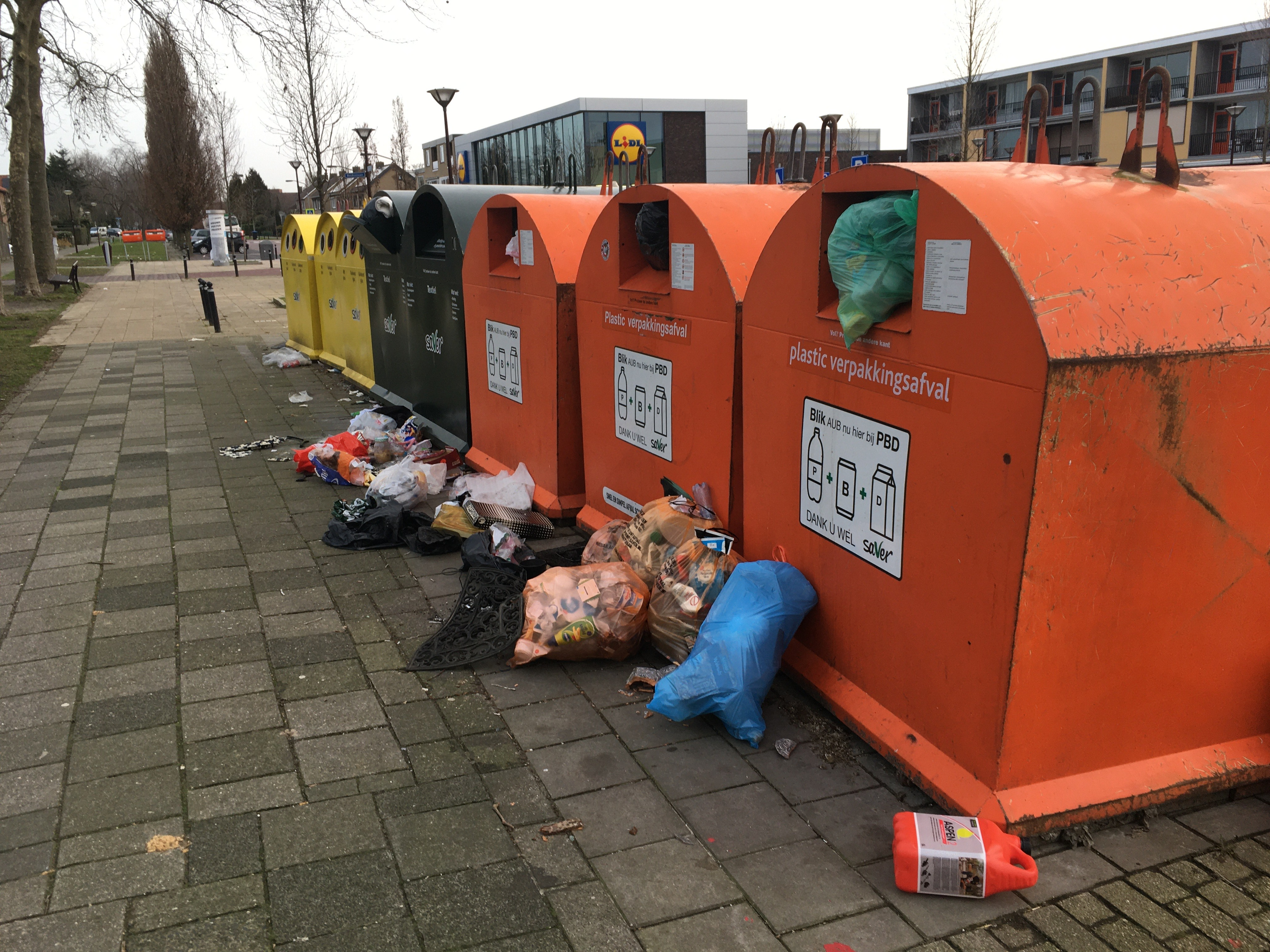
Afvalscheiding in Gemeente Halderberge gebeurt door middel van het diftarsysteem, een methode van voor- of bronscheiding.

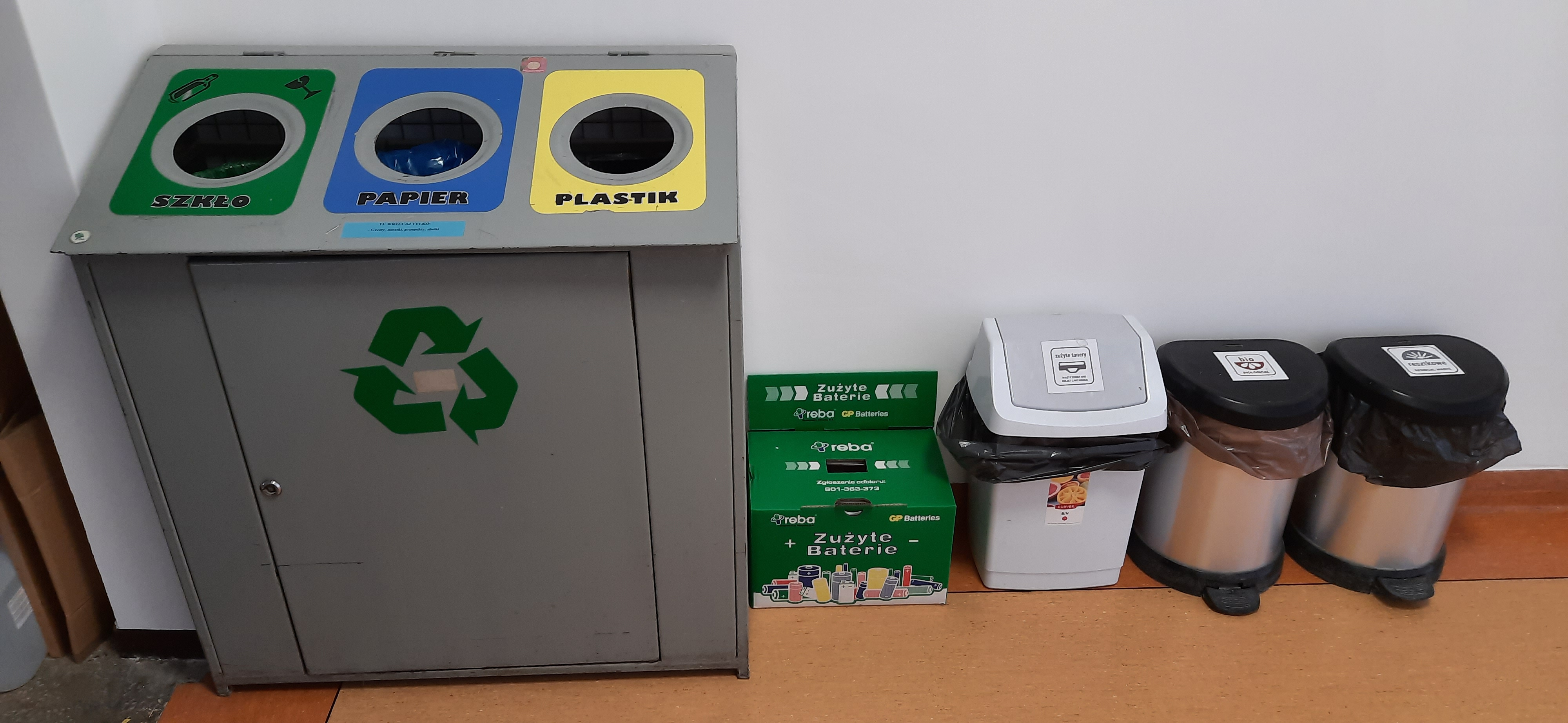
Recyclingpunt aan de Technische Universiteit Gdańsk.

Afvalscheiding is het scheiden van afval in verschillende segmenten die daardoor geschikt worden voor hergebruik of recycling. Het scheiden van afval bespaart grondstoffen en energie en draagt daarmee bij aan het oplossen van de milieuproblematiek.
Er zijn twee momenten dat afval kan worden gescheiden: Bij bronscheiding wordt afval gescheiden voordat het wordt ingezameld, en bij nascheiding gebeurt dit door afvalverwerkers. Er zijn ook tussenvormen, waarbij bijvoorbeeld het groente, tuin en tuinafval (gft) en het glas door de burger wordt gescheiden terwijl het plastic gewoon bij het restafval kan.
Aanvankelijk was voorscheiding het meest populair maar de techniek van nascheiding maakte daarna sterke ontwikkeling door: Liet gemeente Halderberge in 2019 weten dat de techniek nog in ontwikkeling was, in 2021 berichtte gemeente Arnhem dat nascheiding van plastic inmiddels niet meer duurder is.

## Voor- of bronscheiding
De eindgebruiker scheidt bij de bron de verschillende afvalstromen. Particulieren scheiden bijvoorbeeld voor het weggooien glas, blik, metaal, papier- en kartonafval, kunststof verpakkingen, gft en lompen zodat alleen een reststroom in de vuilnisbak terechtkomt.
Afval dat bij de bron goed is gescheiden, zou in theorie relatief schoon moeten zijn omdat het niet in aanraking is geweest met andere afvalstromen. Echter, om het scheiden van afval te stimuleren is er vaak een drempel opgeworpen voor het inleveren van restafval, zoals het geval is bij diftar. In dat geval blijkt ook zulk afval vervuild te zijn. Nadeel is dat het apart inzamelen van deze reststromen extra vervoersbewegingen met zich mee brengt ten opzichte van het als één stroom afvoeren van afval. Ook dient de burger veel verschillende containers, zakken en kratten te kunnen bergen en wordt de ophaalfrequentie soms verlaagd. Gaat bronscheiding gepaard met diftar, een systeem waarbij de gebruiker voor het inleveren van restafval moet betalen, dan bevordert bronscheiding het dumpen van afval om heffingen te ontwijken.

## Nascheiding
Nascheiding gebeurt door afvalverwerkers. Bij het samenbrengen van het afval wordt door verschillende scheidingsmethoden (bijvoorbeeld zeven en magnetisme) de verschillende herbruikbare afvalsegmenten voor verbranding of storten uit de afvalstroom gehaald.
Voordeel is dat particulieren en bedrijven hun afval niet meer zelf hoeven te scheiden: Verschillende soorten afval kunnen net als vroeger in dezelfde container. Dat betekent ook dat er slechts een vervoersbeweging nodig is om het vuil van de producent af te voeren. Volgens hoogleraar Raymond Gradus is een machine bij het scheiden van afval ook beter in staat om de verschillende soorten plastic te herkennen dan mensen. Nadeel is de extra energie die het kost om het bruikbare product uit de afvalstroom te halen.